# Souvlaki
Il souvlaki (suvlàki; gr. σουβλάκι; IPA: [suˈvlaci]) è una popolare pietanza greca costituita da carne e, a volte, verdura, grigliate su uno spiedino. Può essere servito direttamente sullo spiedino, come ripieno in una pita con salse e condimenti, o su un piatto. La carne può essere di agnello, di maiale, di pollo e, a volte, di pesce, generalmente pesce spada. È anche venduto come cibo da strada.
La terminologia che riguarda il souvlaki e le sue varianti è confusa e contraddittoria. A seconda del contesto il termine souvlaki stesso può essere utilizzato per riferirsi a una qualsiasi delle diverse varianti possibili. 
La parola souvlaki significa letteralmente "spiedino", ovvero piccolo ("aki", diminutivo, corrispondente al nostro "ino") e spiedo (soùvla).

## Kalamaki
Il souvlaki vero e proprio è chiamato ad Atene kalamàki (καλαμάκι), per differenziarlo dalle numerose varianti. 
La sua forma è quella di una serie di pezzi di carne tagliati a cubi di 2, 3 centimetri e grigliati su uno spiedino di legno dopo essere stati marinati per una notte in una miscela di succo di limone, olio d'oliva e spezie greche.

### Souvlaki merìda (σουβλάκι μερίδα)
Sebbene il souvlaki venga generalmente mangiato con le mani come pasto veloce, può essere servito anche come piatto completo accompagnato da insalata, salse (tzatziki) e pita. Generalmente il souvlaki merida ("porzione di souvlaki") consiste degli stessi ingredienti di un pita-souvlaki, ma serviti su un piatto anziché arrotolati per essere portati via.

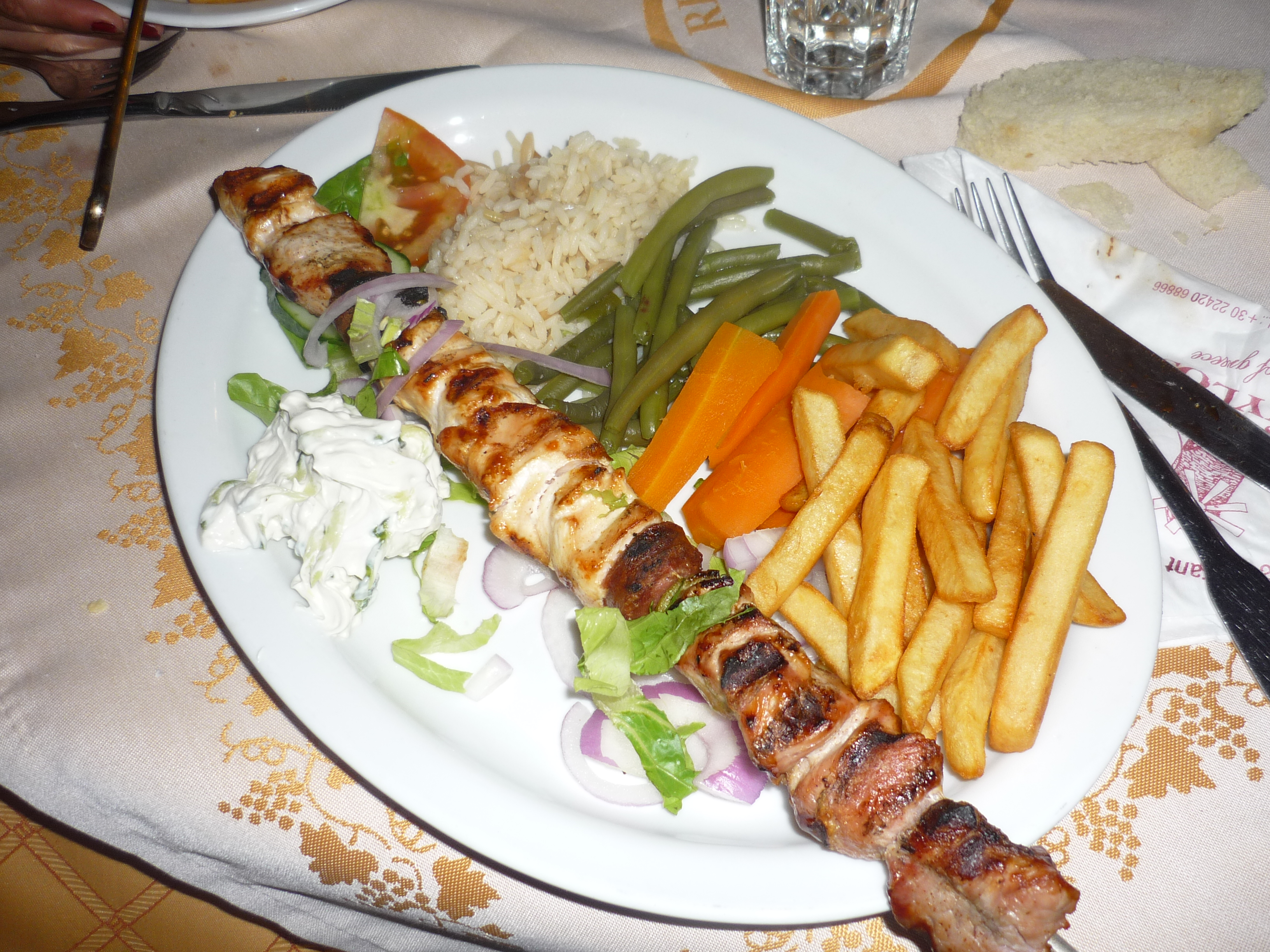
Piatto di souvlaki, accompagnato da salsa tzatziki, riso, patatine fritte

### Pita souvlaki (πίτα σουβλάκι)
Questa pietanza consiste di un souvlaki con aggiunta di pomodori, cipolle e salsa tzatziki, arrotolato in una pita leggermente grigliata. Varie altre salse e complementi sono possibili tra cui: la lattuga, la paprica, le patate fritte, il ketchup e la senape, sebbene queste varianti siano considerate alla stregua di un'eresia da parte di puristi. È anche conosciuta con il nome di pita kalamaki.